# Coupe du Golfe des nations de football des moins de 23 ans
La Coupe du Golf des nations -23 ans est une compétition de football annuelle, organisée par l'Union des associations de football arabe. Ce sont cinq états du Golfe Persique qui la dispute : l'Arabie saoudite, le Bahrain, les Émirats arabes unis, le Koweït, Oman et le Qatar. Ce tournoi a été créé en 2008.

## Historique
| Année | Pays hôte       | Vainqueur           | Score de la finale | Finaliste           |
| ----- | --------------- | ------------------- | ------------------ | ------------------- |
| 2008  | Arabie saoudite | Arabie saoudite     | Classement         | Bahrein             |
| 2010  | Qatar           | Emirats arabes unis | 1-0                | Koweit              |
| 2011  | Qatar           | Oman                | 0-0 4-2            | Emirats arabes unis |
| 2012  | Qatar           | Arabie saoudite     | 2-0                | Bahrein             |
| 2013  | Bahrein         | Bahrein             | 1-0                | Arabie saoudite     |
| 2015  | Bahrein         | Arabie saoudite     | 5-2                | Koweit              |
| 2016  | Qatar           | Arabie saoudite     | -                  | Oman                |

## Performances
| Equipe              | 2008 | 2010 | 2011 | 2012 | 2013 | 2015 | 2016 |
| ------------------- | ---- | ---- | ---- | ---- | ---- | ---- | ---- |
| Arabie saoudite     | 1er  | Gr.  | 3e   | 1er  | 2e   | 1er  | 1er  |
| Bahrein             | 2e   | Gr.  | Gr.  | 2e   | 1er  | 5e   | 5e   |
| Emirats arabes unis | -    | 1er  | 2e   | 3e   | Gr.  | 4e   | 3e   |
| Koweit              | Gr.  | 2e   | Gr.  | Gr.  | 3e   | 2e   | -    |
| Oman                | Gr.  | 3e   | 1er  | Gr.  | 4e   | 3e   | 2e   |
| Qatar               | 3e   | 4e   | 4e   | 4e   | Gr.  | 6e   | 4e   |